# Gebhard Kromer
Gebhard Kromer (* 17. Juni 1821 in Bombach; † 21. August 1849 in Freiburg im Breisgau) war ein deutscher Soldat im Großherzogtum Baden, der sich an der Badischen Revolution vom Mai 1849 beteiligt hatte und deswegen standrechtlich hingerichtet wurde.

## Leben
Gebhard Kromer wurde 1821 als uneheliches Kind der Magdalena Wehrle und des Joseph Kromer unter dem Namen Gebhard Wehrle geboren, nannte sich aber später nach seinem Vater. Auf Soldatenversammlungen in Rohrbach bei Heidelberg war er als Wortführer der 1848er-Revolution aufgefallen. Am 10. Mai 1849 kam es in Freiburg auf dem Kanonenplatz des Schlossbergs bei einer solchen Versammlung der Freiburger Garnison unter Leitung von Karl von Rotteck junior zur Verbrüderung der Republikaner mit den Soldaten des 2. Badischen Infanterieregiment, dem auch Kromer angehörte. Die Soldaten beschlossen, nicht auf das Volk zu schießen und sich ihre Offiziere selbst zu wählen.
Nachdem die Front der Revolutionäre in Nordbaden zusammengebrochen war, floh am 25. Juni 1849 die Revolutionsregierung nach Freiburg und mit ihr Einheiten der Revolutionstruppen. Am 28. Juni tagte eine verfassungsgebende Versammlung im Basler Hof zu Freiburg, die auf Antrag Gustav Struves beschloss, den Krieg gegen die Feinde der deutschen Einheit und Freiheit mit allen zu Gebote stehenden Mitteln fortzusetzen. Oberst Franz Sigel übernahm das Kommando über das verbliebene Revolutionsheer.
In der ersten Julitagen wich das letzte Aufgebot der Revolutionstruppen von etwa 4000 Mann in Freiburg vor den heranmarschierenden preußischen Interventionstruppen zurück, zog zur Schweizer Grenze und löste sich auf. Viele Revolutionäre, darunter Karl von Rotteck junior, konnten fliehen. Nachdem General Moritz von Hirschfeld am 7. Juli mit 7000 Mann kampflos in Freiburg eingezogen war, wurde Kromer gefasst. Angeklagt, „daß er die Soldaten wiederholt zum Treubruch und zur Absetzung ihrer Offiziere verleitet, dieselben in öffentlichen Reden zum Kampfe gegen die zur Wiederherstellung der rechtmäßigen Regierung einrückenden Truppen aufgefordert, und endlich selbst in den Reihen der rebellischen Truppen als Corporal das Gefecht bei Groß-Sachsen mitgemacht habe“, verurteilte ihn ein Standgericht, in dem ein Preuße der Richter und Badener Ankläger und Verteidiger waren, wegen Treuebruchs und Teilnahme am „hochverrätherischen Aufruhr“ am 20. August 1849 zum Tode durch Erschießen. Kromer wurde am darauffolgenden Tag auf dem Wiehre-Friedhof erschossen, auf dem die Preußen schon vorher Maximilian Dortu und Friedrich Neff hingerichtet hatten.

## Gedenken
In Freiburg gibt es seit 2007 im Stadtteil Sankt Georgen eine Gebhard-Kromer-Straße. In Bombach wurde an der Sommerhalde 2014 ein Gedenkstein aufgestellt.